# Tsepal Namgyal
Tsepal Namgyal was een koning uit de Namgyal-dynastie van Ladakh.
Hij regeerde over Ladakh tot 1834. In dat jaar werd hij onttroont en verbannen naar Stok, op 17 km ten zuidoosten van Leh. Ladakh kwam onder de heerschappij van de Dogra en werd ingelijft bij Jammu en Kasjmir in 1846.
Ladakh behield een aanzienlijke autonomie en bleef relaties onderhouden met Tibet. De Namgyal-dynastie van Ladakh bleef bestaan en bestaat begin 21e eeuw nog steeds.